# USS Hailey (DD-556)
USS Hailey (DD-556) là một tàu khu trục lớp Fletcher được Hải quân Hoa Kỳ chế tạo trong Chiến tranh Thế giới thứ hai. Nó là chiếc tàu chiến duy nhất của Hải quân Mỹ được đặt theo tên Joshua Hailey, thuyền trưởng tàu lùng True Blood Yankee trong cuộc Chiến tranh 1812. Nó hoạt động cho đến hết Thế Chiến II, xuất biên chế năm 1946, nhưng cho nhập biên chế trở lại năm 1951 và tiếp tục phục vụ trong Chiến tranh Triều Tiên, rồi lại cho xuất biên chế năm 1960. Nó được chuyển cho Brazil, và phục vụ như là chiếc Pernambuco (D-30) cho đến năm 1982. Hailey được tặng thưởng sáu Ngôi sao Chiến trận trong Thế Chiến II, và thêm hai Ngôi sao Chiến trận nữa khi phục vụ tại Triều Tiên.

## Thiết kế và chế tạo
Hailey được đặt lườn tại xưởng tàu của hãng Seattle-Tacoma Shipbuilding Corporation ở Seattle, Washington vào ngày 11 tháng 4 năm 1942. Nó được hạ thủy vào ngày 9 tháng 3 năm 1943; được đỡ đầu bởi bà Claude S. Gillette, phu nhân Chuẩn đô đốc Claude S. Gillette; và nhập biên chế vào ngày 30 tháng 9 năm 1943 dưới quyền chỉ huy của Hạm trưởng, Trung tá Hải quân Parke H. Brady.

## Lịch sử hoạt động

### Thế Chiến II
Sau khi chạy thử máy ngoài khơi San Diego, California, Hailey rời Seattle vào ngày 13 tháng 12 năm 1943 để gia nhập Hạm đội Thái Bình Dương tại Trân Châu Cảng. Nó rời Trân Châu Cảng vào ngày 19 tháng 1 năm 1944 trong thành phần Lực lượng Tấn công phía nam dưới quyền Chuẩn đô đốc Richmond Kelly Turner để tham gia Chiến dịch quần đảo Gilbert và Marshall. Đi đến ngoài khơi mũi cực Nam của đảo san hô Kwajalein, nó gia nhập lực lượng hộ tống vận chuyển phía nam, rồi sau đó tiếp cận bờ biển bắn phá mục tiêu đối phương bằng các khẩu pháo 5 inch. Nó rời khu vực Kwajalein vào ngày 15 tháng 2 cùng đội viễn chinh Eniwetok, đi đến ngoài khơi Eniwetok vào ngày hôm sau để bảo vệ các tàu chiến chủ lực, rồi gia nhập đội hỗ trợ phía Bắc dưới quyền Chuẩn đô đốc Jesse Oldendorf để phá hủy các cứ điểm kiên cố của đối phương, trước khi hộ tống cho chiếc Manila Hay rút lui về đảo san hô Majuro.
Sau khi tuần tra tại khu vực Mussau-Emirau, Hailey trải qua phần lớn tháng 4 và tháng 5 tuần tra chống tàu ngầm, đánh chặn các sà lan tiếp liệu đối phương và bắn pháo hỗ trợ ban ngày cho binh lính Lục quân tại khu vực New Guinea. Đội khu trục 94, bao gồm Haggard (DD-555), Franks (DD-554), Hailey và Johnston (DD-557), đã di chuyển lên hướng Tây Bắc từ quần đảo Solomon vào ngày 16 tháng 5; và đến khoảng 21 giờ 30 phút, lúc đang di chuyển trong đội hình tuần tiễu ở cách 125 mi (201 km) về phía Đông Bắc đảo Green, Haggard bắt được một tín hiệu sonar trước mũi bên mạn phải ở khoảng cách 2.800 yd (2.600 m). Đó là chiếc tàu ngầm Nhật Bản I-176 trọng lượng 1.600 tấn. Năm lượt tấn công bằng mìn sâu lần lượt được các tàu khu trục tung ra; và giữa hai lượt cuối, có một tiếng nổ lớn dưới nước. Các tàu khu trục tiếp tục tìm kiếm cho đến chiều tối hôm sau mà không thấy tín hiệu đối phương, nhưng họ thu được những mảnh vỡ lẫn trong vệt dầu loang kéo dài đến 7 dặm trên biển.
Sang đầu tháng 6, Hailey làm nhiệm vụ tuần tra và bảo vệ tại phía Đông Saipan để hỗ trợ cho Chiến dịch Mariana. Nó khởi hành từ Eniwetok vào ngày 1 tháng 7 cùng Đội thiết giáp hạm 3 dưới quyền Chuẩn đô đốc Weyler cho hoạt động bắn phá chuẩn bị để vô hiệu hóa việc phòng thủ tại Guam, rồi gia nhập Lực lượng tấn công phía Nam dưới quyền Chuẩn đô đốc Conolly cho việc chiếm đóng đảo này từ ngày 21 tháng 7 đến ngày 10 tháng 8. Nó rút lui về Eniwetok vào ngày 9 tháng 8, và trong thời gian còn lại của tháng 8 và tháng 9, nó bảo vệ cho một đội tàu sân bay hộ tống hỗ trợ trên không cho việc chiếm đóng Peleliu, Ngesebu và Anguar thuộc quần đảo Palau.
Hailey sau đó khởi hành từ cảng Seeadler thuộc đảo Manus vào ngày 12 tháng 10 cùng Đơn vị Đặc nhiệm 77.4.2 ("Taffy 2") dưới quyền Chuẩn đô đốc Felix Stump, đội hình trung tâm của ba nhóm tàu sân bay hộ tống được bố trí ngoài khơi lối ra vào vịnh Leyte. Trong khi hạm đội của Chuẩn đô đốc Oldendorf đánh bại Lực lượng phía Nam của Phó đô đốc Shoji Nishumura trong Trận chiến eo biển Surigao vào đêm 24-25 tháng 10, Lực lượng Trung tâm Nhật Bản dưới quyền Phó đô đốc Takeo Kurita xuất hiện ngoài khơi Samar mà không bị phát hiện vào những giờ đầu tiên của ngày 25 tháng 10. Họ có ý định tiêu diệt các tàu vận tải độ bộ của Đệ Thất hạm đội đang tập trung đông đảo để hỗ trợ cho cuộc đổ bộ lên Leyte. Trong Trận chiến ngoài khơi Samar diễn ra sau đó, cho dù phải đối đầu với đối phương có ưu thế lực lượng áp đảo, ba nhóm "Taffy" dưới quyền Chuẩn đô đốc Thomas L. Sprague đã chiến đấu anh dũng, đẩy lùi lực lượng của Kurita và phá hỏng kế hoạch tấn công, ngăn chặn được một lực lượng tàu nổi hùng hậu nhất mà Nhật Bản từng tung ra kể từ trận Midway.
Hailey sau đó gia nhập Lực lượng Đặc nhiệm 38, lực lượng tàu sân bay nhanh trực thuộc Đệ Tam hạm đội dưới quyền Đô đốc William F. Halsey. Nó hoạt động trong thành phần Đội đặc nhiệm 38.4 của Chuẩn đô đốc Gerald F. Bogan, tung ra các cuộc không kích xuống Đài Loan, rồi gia nhập đội tiếp nhiên liệu của Hạm đội dưới quyền Đại tá Acuff. Đến tháng 2 năm 1945, nó lại được điều sang Lực lượng Đặc nhiệm 58 dưới quyền Đô đốc Marc A. Mitscher, và cho đến cuối tháng 6 đã tham gia các cuộc bắn phá và ném bom, gây nhiều thiệt hại cho đối phương tại Okinawa, cũng như trực tiếp lên chính quốc Nhật Bản.
Quay trở về Hoa Kỳ vào tháng 7 để đại tu, Hailey ở lại đây sau khi chiến tranh kết thúc, và được cho xuất biên chế tại San Diego vào ngày 27 tháng 1 năm 1946 và đưa về lực lượng dự bị.

### Chiến tranh Triều Tiên
Hailey được cho nhập biên chế trở lại tại San Diego vào ngày 27 tháng 4 năm 1951 dưới quyền chỉ huy của Hạm trưởng, Thiếu tá Hải quân Joseph E. Reedy. Sau khi huấn luyện tại khu vực San Diego, nó băng qua kênh đào Panama và tham gia cùng các đơn vị thuộc Đệ Lục hạm đội tại Newport, Rhode Island. Nó khởi hành từ Newport vào ngày 6 tháng 9 năm 1952, đi ngang qua kênh đào Panama, và trải qua bốn tháng tiếp theo tại vùng biển Triều Tiên. Gia nhập Lực lượng Đặc nhiệm 77, chiếc tàu khu trục tham gia các chiến dịch phong tỏa và hỗ trợ hỏa lực cho lực lượng chiến đấu trên bờ. Rời Sasebo, Nhật Bản vào ngày 5 tháng 2 năm 1953, con tàu quay trở về vùng bờ Đông và một lần nữa gia nhập Đệ Lục hạm đội. 

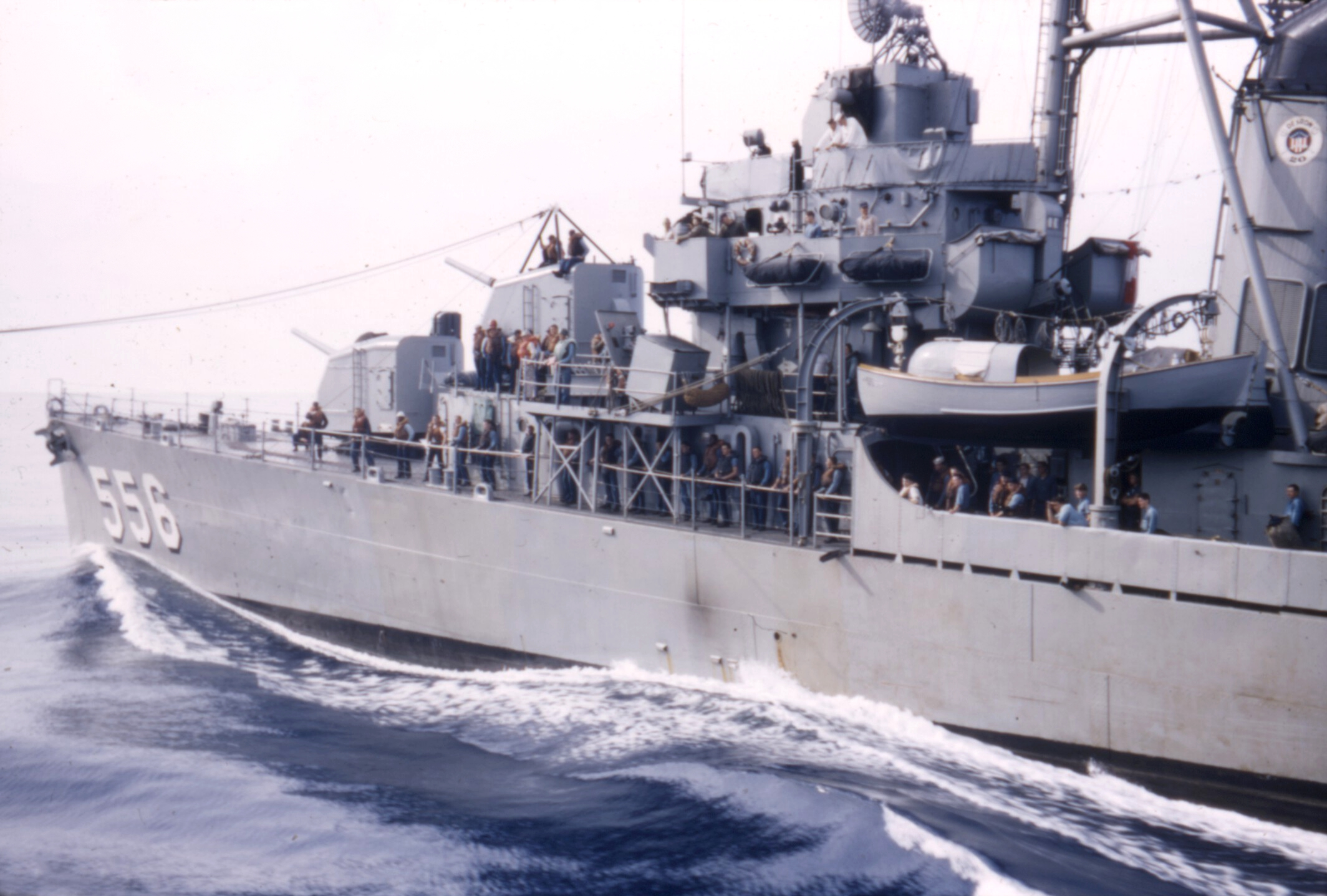
USS Hailey DD-556 tại Địa Trung Hải, 1957.

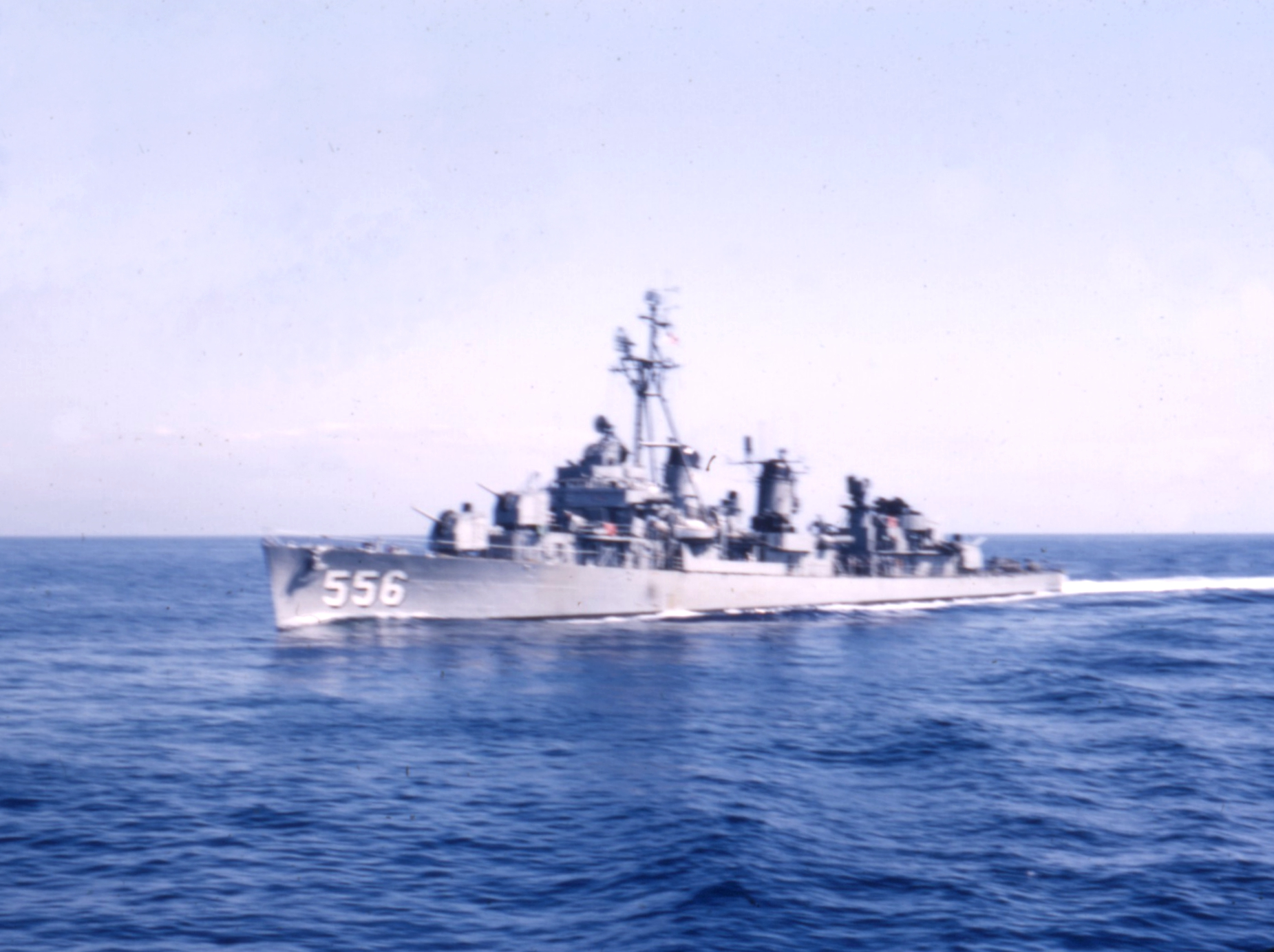
USS Hailey DD 556 - 1957-b

Từ ngày 8 tháng 9 năm 1954 đến ngày 14 tháng 9 năm 1959, Hailey đã bốn lượt được bố trí cùng Đệ Lục hạm đội đến Địa Trung Hải, xen kẻ với các hoạt động canh phòng máy bay cho tàu sân bay Monterey (CVL-26) trong nhiệm vụ huấn luyện học viên phi công ngoài khơi Pensacola, Florida. Ngoài ra, nó còn liên tục tham gia huấn luyện chống tàu ngầm và thực hành chiến thuật khu trục. Hailey được cho xuất biên chế vào ngày 3 tháng 11 năm 1960 tại Portsmouth, Virginia, và gia nhập Hạm đội Dự bị.

### Phục vụ cùng Hải quân Brazil
Hailey được chuyển cho chính phủ Brazil mượn vào ngày 20 tháng 7 năm 1961, và phục vụ cùng Hải quân Brazil như là chiếc Pernambuco (D-30), cho đến khi bị đánh chìm như một mục tiêu vào năm 1982.

## Phần thưởng
Hailey được tặng thưởng sáu Ngôi sao Chiến trận do thành tích phục vụ trong Thế Chiến II, và thêm hai Ngôi sao Chiến trận nữa khi phục vụ trong Chiến tranh Triều Tiên.